# Fernando Gago
Fernando Rubén Gago (Phát âm tiếng Tây Ban Nha: [ferˈnando ɣaɣo]; sinh ngày 10 tháng 3 năm 1986) là một cựu cầu thủ bóng đá người Argentina chơi ở vị trí tiền vệ phòng ngự. Anh đang làm và huấn luyện viên cho câu lạc bộ Racing Club. Anh từng tham gia Giải vô địch bóng đá thế giới năm 2014 tại Brasil, Copa América 2007 và 2011 cũng đồng thời thi đấu tại Olympic Bắc Kinh 2008.
Gago từng chơi cho Valencia nhưng đến lúc 26 tuổi, anh đã không thể hoà nhập với cuộc sống tại Valencia kể từ cuộc chuyển nhượng trị giá 3.5 triệu euro của anh từ Real Madrid hồi tháng 7 năm 2012 và muốn được ra đi. Manchester City đã từng chuẩn bị một món tiền vào khoảng 15 triệu bảng để chiêu mộ anh nhưng việc chuyển nhượng đã không diễn ra. Anh đã bị Jose Mourinho đẩy đi sau khi ông mua Xabi Alonso và Sami Khedira về để bổ sung lực lượng.

## Cuộc sống cá nhân
Gago, Sergio Agüero và Lionel Messi đều từng là đồng đội của nhau khi còn nhỏ ở Argentina. Ba người họ đã cùng nhau vô địch FIFA World Youth Championship 2005 tại Hà Lan.
Fernando Gago cũng là một người đam mê văn học và nghệ thuật. Điều đầu tiên anh làm sau khi hạ cánh ở Tây Ban Nha là ghé thăm Bảo tàng Prado. Gago đã kết hôn với vận động viên quần vợt chuyên nghiệp Gisela Dulko, họ có hai con trai, Mateo, sinh ngày 9 tháng 6 năm 2013  và Daniele, sinh ngày 19 tháng 4 năm 2018 và một cô con gái, Antonella, sinh năm 2015.

## Thống kê sự nghiệp câu lạc bộ
(tính đến 25 tháng 12 năm 2012)
| Câu lạc bộ          | Mùa giải            | Giải đấu | Giải đấu | Giải đấu | Cúp quốc gia | Cúp quốc gia | Cúp quốc gia | Châu lục | Châu lục | Châu lục | Tổng cộng | Tổng cộng | Tổng cộng |
| Câu lạc bộ          | Mùa giải            | Trận     | Bàn      | Kiến tạo | Trận         | Bàn          | Kiến tạo     | Trận     | Bàn      | Kiến tạo | Trận      | Bàn       | Kiến tạo  |
| ------------------- | ------------------- | -------- | -------- | -------- | ------------ | ------------ | ------------ | -------- | -------- | -------- | --------- | --------- | --------- |
| Boca Juniors        | 2004–05             | 15       | 0        | 0        | 0            | 0            | 0            | 1        | 0        | 0        | 16        | 0         | 0         |
| Boca Juniors        | 2005–06             | 34       | 0        | 3        | 0            | 0            | 0            | 5        | 0        | 0        | 39        | 0         | 3         |
| Boca Juniors        | 2006–07             | 20       | 1        | 2        | 0            | 0            | 0            | 6        | 0        | 0        | 26        | 1         | 2         |
| Boca Juniors        | 2013–14             | 19       | 0        | 2        | 0            | 0            | 0            | 0        | 0        | 0        | 19        | 0         | 2         |
| Boca Juniors        | 2014                | 10       | 1        | 2        | 0            | 0            | 0            | 5        | 0        | 3        | 15        | 1         | 5         |
| Boca Juniors        | 2015                | 11       | 2        | 3        | 3            | 1            | 0            | 6        | 0        | 1        | 16        | 3         | 4         |
| Boca Juniors        | Tổng cộng           | 107      | 4        | 12       | 3            | 1            | 0            | 23       | 0        | 4        | 127       | 5         | 16        |
| Real Madrid         | 2006–07             | 13       | 0        | 1        | 2            | 0            | 0            | 2        | 0        | 0        | 17        | 0         | 1         |
| Real Madrid         | 2007–08             | 31       | 0        | 2        | 5            | 0            | 1            | 6        | 0        | 1        | 42        | 0         | 4         |
| Real Madrid         | 2008–09             | 26       | 1        | 7        | 1            | 0            | 0            | 6        | 0        | 0        | 33        | 1         | 7         |
| Real Madrid         | 2009–10             | 18       | 0        | 1        | 2            | 0            | 0            | 2        | 0        | 0        | 22        | 0         | 1         |
| Real Madrid         | 2010–11             | 4        | 0        | 0        | 3            | 0            | 0            | 0        | 0        | 0        | 7         | 0         | 0         |
| Real Madrid         | Tổng cộng           | 92       | 1        | 11       | 13           | 0            | 1            | 16       | 0        | 1        | 121       | 1         | 13        |
| Roma (mượn)         | 2011–12             | 30       | 1        | 3        | 2            | 0            | 0            | 0        | 0        | 0        | 32        | 1         | 3         |
| Roma (mượn)         | Tổng cộng           | 30       | 1        | 3        | 2            | 0            | 0            | 0        | 0        | 0        | 32        | 1         | 3         |
| Valencia            | 2012–13             | 12       | 0        | 2        | 0            | 0            | 0            | 4        | 0        | 1        | 16        | 0         | 3         |
| Valencia            | Tổng cộng           | 12       | 0        | 2        | 0            | 0            | 0            | 4        | 0        | 1        | 16        | 0         | 3         |
| Vélez               | 2012–13             | 4        | 0        | 2        | 0            | 0            | 0            | 4        | 1        | 1        | 10        | 1         | 2         |
| Vélez               | Tổng cộng           | 4        | 0        | 1        | 2            | 0            | 0            | 4        | 1        | 1        | 10        | 1         | 2         |
| Tổng cộng sự nghiệp | Tổng cộng sự nghiệp | 245      | 6        | 29       | 18           | 1            | 1            | 47       | 1        | 7        | 307       | 8         | 37        |